# Neuer jüdischer Friedhof (Gliwice)
Koordinaten: 50° 18′ 13,7″ N, 18° 41′ 40,6″ O

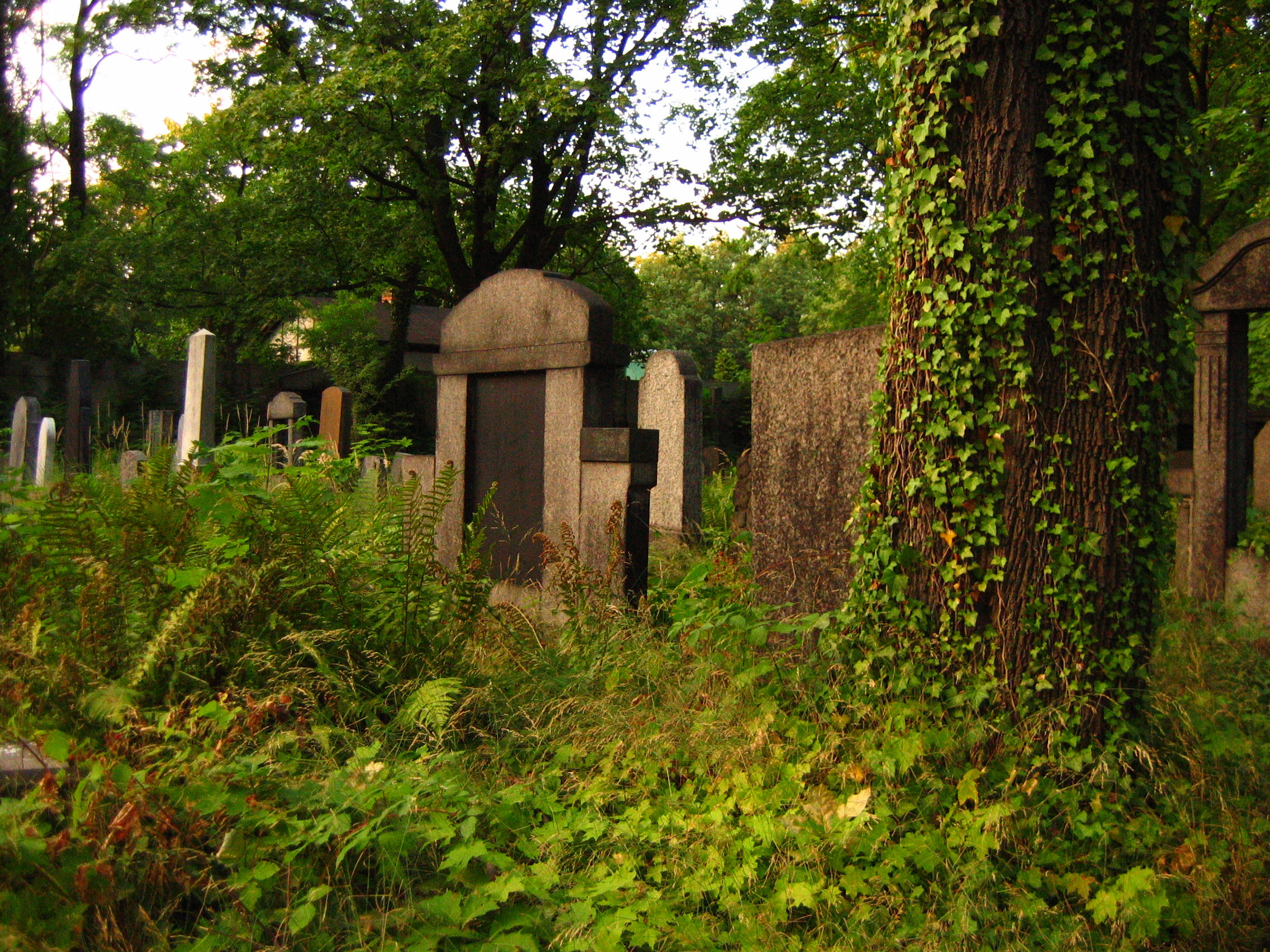
Der neue jüdische Friedhof

Der Neue jüdische Friedhof in Gliwice (Gleiwitz) befindet sich an der Księcia Józefa Poniatowskiego Straße im Stadtteil Zatorze (deutsch: Stadtwaldviertel). Der Friedhof wird weiterhin genutzt.
Der neue jüdische Friedhof wurde zwischen den Jahren 1902 und 1903 in der damaligen Gleiwitzer Vorstadtgemeinde Petersdorf (poln. Szobiszowice) angelegt. Der Friedhof hat eine Größe von 1,7 Hektar. Auf dem Friedhof sind etwa 600 Grabsteine erhalten.
Im Jahr 1932 wurde auf dem Friedhof ein Denkmal für 58 gefallene jüdische Soldaten aufgestellt mit hebräischen Inschriften und der Inschrift „Unseren Kameraden“. 2008 erwarb die Stadt Gliwice das Friedhofsgelände von der jüdischen Gemeinde.
Im Eingangsbereich des Neuen jüdischen Friedhofs befindet sich auch die imposante jüdische Begräbnishalle des österreichisch-ungarischen Architekten Max Fleischer aus den Jahren 1903 bis 1905.